# Српско-бугарски рат (839–842)
Српско-бугарски рат (839–842) водиo се између Бугарског каната с једне и Српске кнежевине с друге стране. Био је то други сукоб у средњовековним Бугарско-српски ратовима. Кан Пресијан (р. 836–852) је 839. године покренуо инвазију на српску територију, што је довело до три године рата у коме су Срби однели победу.

## Разлози
Према De Administrando Imperio, Срби и Бугари су живели мирно као суседи све до бугарске инвазије 839. године (у последњим годинама цара Теофила). Не зна се шта је тачно подстакло рат, јер Порфирогенит не даје јасан одговор; да ли је то резултат српско-бугарских односа, односно бугарског освајања југоистока, или резултат византијско-бугарског ривалства, у којем је Србија била на страни Византинаца као царски савезник. Није било мало вероватно да је у томе учествовао и цар; како је био у рату са Арапима, можда је натерао Србе да протерају Бугаре из западне Македоније, што би обојици користило. Према Ј. Б. Бурију, овај савез би објаснио узрок бугарске акције. Васил Златарски претпоставља да је цар заузврат Србима понудио потпуну независност.

## Рат
Према Порфирогениту, Бугари су хтели да наставе освајање словенских земаља и да натерају Србе да им се потчине. Релативно миран период који је трајао до 839. године прекинуо је бугарски кан Пресијан који је покренуо офанзиву против српске војске око Рашке. На Колубари, на Морави и на Косову Бугарима је била постављена брана. Пресијан је напао Србе, али није успео да их покори. Срби су се, под вођством кнеза Властимира, храбро одупрли у својим тешко приступачним кланцима и шумама и после три године узалудног напрезања Бугари су морали да одустану од своје намере. Несумњиво је, да је Властимиров углед услед тога знатно порастао.
Бугарска војска је била тешко поражена и изгубила је много људи. Пресијан није остварио територијалне добитке и протерала га је Властимирова војска. Срби су се држали у својим тешко доступним шумама и клисурама, и знали су да се боре у брдима. Рат је завршен смрћу Теофила 842. године, чиме је Властимир ослобођен обавеза према Византијском царству.
Према речима Тибора Живковића, могуће је да је бугарски напад уследио после неуспешне инвазије на долину Струме и Нестоса 846. године: Пресијан је можда сакупио војску и кренуо ка Србији, а Властимир је можда учествовао у византијско-бугарским ратовима, који би значи да је Пресијан одговорио на директну српску умешаност.
Пораз Бугара, који су у 9. веку постали једна од највећих сила, показао је да је Србија уређена држава, потпуно способна да брани своје границе; веома висок војни и административни организациони оквир да се пружи тако ефикасан отпор.

## Последице
Након смрти српског кнеза Властимира 850. године, његова је држава била је подељена између његових синова. Пресијанов син Борис се покушао осветити због пораза његовог оца, 853. или 854. године, напао је Србију. Српску војску предводили су Мутимир и његова два брата, који су победили Бугаре, заробивши Владимира и 12 бојара. Борис и Мутимир су се након тога договорили о миру (а можда и о савезу), а Мутимир је послао своје синове Прибислава и Стефана до границе ради пратње затвореника, где су размењивали предмете у знак мира. Борис им је сам дао "богате дарове", док је он добио "два роба, два сокола, два пса, 80 крзна".
Унутрашњи сукоб међу српском браћом резултирао је Мутимировим протеривањем двојице млађе браће на бугарски двор. Међутим, Мутимир је задржао нећака, Петра, на његовом двору из политичких разлога. Разлог заваде није познат, премда се претпоставља да је био резултат издаје. Петра је касније поразио Прибислав, Мутимиров син, и тако заузео српски престо.

### Примарни
Moravcsik, Gyula, ур. (1967) [1949]. Constantine Porphyrogenitus: De Administrando Imperio (2nd revised изд.). Washington D.C.: Dumbarton Oaks Center for Byzantine Studies. ISBN 9780884020219.

### Секундарни
- Андреев (Andreev), Йордан (Jordan); Лалков (Lalkov), Милчо (Milcho) (1996). Българските ханове и царе (The Bulgarian Khans and Tsars) (на језику: бугарски). Велико Търново (Veliko Tarnovo): Абагар (Abagar). ISBN 954-427-216-X.
- Bury, John B. (2008) [1912]. History of the Eastern Empire from the Fall of Irene to the Accession of Basil: A.D. 802-867. New York: Cosimo. ISBN 978-1-60520-421-5.
- Ćirković, Sima (2004). The Serbs. Malden: Blackwell Publishing. ISBN 9781405142915.
- Ćorović, Vladimir (2001). Istorija srpskog naroda (Internet изд.). Belgrade: Ars Libri.
- Curta, Florin (2006). Southeastern Europe in the Middle Ages, 500–1250. Cambridge: Cambridge University Press.
- Fine, John Van Antwerp Jr. (1991) [1983]. The Early Medieval Balkans: A Critical Survey from the Sixth to the Late Twelfth Century. Ann Arbor, Michigan: University of Michigan Press. ISBN 0-472-08149-7.
- Houtsma, M. Th. (1993). E.J. Brill's first encyclopaedia of Islam 1913–1936. BRILL. ISBN 90-04-08265-4.
- Runciman, Steven (1930). A history of the First Bulgarian Empire. London: G. Bell & Sons. Архивирано из оригинала 2013-07-09. г. Приступљено 2015-03-16.
- Živković, Tibor (2006). Portreti srpskih vladara (IX—XII vek). Belgrade. стр. 11—20. ISBN 86-17-13754-1.
- Zlatarski, Vasil (1918). История на Първото българско Царство. I. Епоха на хуно-българското надмощие (679—852) (на језику: бугарски) (Internet изд.). Sofia.